# 480er
Portal Geschichte | Portal Biografien | Aktuelle Ereignisse | Jahreskalender | Tagesartikel

◄ |
4. Jh. |
5. Jahrhundert
| 6. Jh. | ►

◄ |
450er |
460er |
470er |
480er
| 490er | 500er | 510er | ►

480 |
481 |
482 |
483 |
484 |
485 |
486 |
487 |
488 |
489

## Ereignisse
- 482: Der oströmische Kaiser Zenon erlässt das Henotikon, ein Edikt, das die Streitigkeiten zwischen Orthodoxen und Monophysiten beilegen soll. 484 verhängt Papst Felix II. den Kirchenbann gegen Akakios von Konstantinopel, den Patriarchen von Konstantinopel, was zum Schisma zwischen Rom und Konstantinopel führt.
- 486: Chlodwig I. besiegt Syagrius, den letzten römischen Heerführer in Gallien, in der Schlacht von Soissons. Syagrius flieht zunächst zum westgotischen König Alarich II., der ihn aber an Chlodwig ausliefert, von dem er hingerichtet wird.
- 488: Der oströmische Kaiser Zenon beauftragt den König der Ostgoten, Theoderich den Großen, mit einem Feldzug gegen Odoaker in Italien.